# 春星社
春星社（しゅんせいしゃ）は、俳句雑誌『春星』の発行所。

## 俳句雑誌『春星』
『春星』は、松本島春（とうしゅん、1932～）が主宰の、実作を中心とする月刊俳句雑誌であるが、昭和21年7月1日、広島県三原市東町にて、松本正氣（1904～1991 青木月斗に師事）が、「和而不同」「作句第一義」を旗印に創刊した。正氣没後は、松本島春が継承し、2021年11月号が通巻890号に当たる。
誌の外観は素朴であるが、俳句作りそのものを愛し、本ものの俳人を目指して、互いに切磋琢磨する俳句道場である。